# Девід Грінбергер
Девід Грінбергер (англ. David Greenberger; 26 червня 1954, Пенсільванія, США) — американський художник, письменник та коментатор на радіо. Відомий за свою серію зінів (англ. Zine) «Дуплекс Планета» а також як автор коміксів, компакт-дисків, перформансів та радіоп'єс. У 1996—2009 роках практикує написання есе та огляди музики для Національного громадського радіо.

## Біографія
Грінбергер виріс на північному заході Пенсільванії на березі озера Ері.
У 1979 році, щойно отримавши диплом художника з образотворчих мистецтв, Грінбергер влаштувався на посаду творчого керівника в будинку пристарілих у Бостоні. В перший же день під час зустрічі з мешканцями будинку відмовився від викладання живопису на користь розмови. «Це моє мистецтво», — сказав він. У цій несподіваній обстановці Грінбергер виявив незвичний засіб і бажання зобразити людей, яких він зустрічав, як живих людей, а не «просто сховища їх спогадів або мудрості віків», не збирати усну історію про значні події а зосередитись на розмові із простими людьми про звичайні речі — радість від ретельного гоління або відповіді на питання «Чи можете ви боротися з мерією?».
Девід почав публікувати свої розмови зі старшими людьми в «Дуплекс-планеті», невеликому саморобному журналі, який він створив у 1979 році і який налічує 187 номерів завершений у 2010 році. Ця серія особистих розповідей, отриманих протягом цих років, регулярно виходить в ефірі Національного громадського радіо в програмі "Обміркуймо всі речі ". З середини 90-х він створив близько 500 аудіо-робіт з монологами та музикою з численними співавторами (включаючи Los Lobos, NRBQ, Robyn Hitchcock, and Wreckless Eric). У 1979 році був одним із засновників, бас-гітаристом та автором пісень групи Men & Volts, який записав п'ять альбомів протягом 1980-х. До візуального мистецтва повернувся лише у 2006 р. Протягом усіх років творчої діяльності Девіда Грінбергера значне місце займає Мейл-арт практика.